# Macondo (balón)
Macondo es el balón oficial que la Selección de fútbol de Colombia usó durante sus partidos como local en la Clasificación de Conmebol para la Copa Mundial de Fútbol de 2014. El balón Macondo, significó la primera vez en la historia del fútbol colombiano que se diseñó un balón exclusivo para las Eliminatorias al Mundial. El balón oficial de la selección tricolor, fue diseñado y fabricado por la marca deportiva colombiana Golty. Tiene un diseño similar  al Tuchín, el cual es usado en los partidos de todos los torneos del Fútbol Profesional Colombiano y, que también es fabricado por Golty.
El esférico fue presentado el 3 de noviembre de 2011, en rueda de prensa a la que acudieron medios deportivos y que tuvo la presencia del entrenador, en su momento, de la Selección Colombia, Leonel Álvarez. El balón Macondo, es un homenaje a Gabriel García Márquez, famoso escritor colombiano, por su obra Cien años de soledad, específicamente está inspirado en el pueblo ficticio Macondo de la obra literaria de García, ganadora de un Premio Nobel de Literatura. El representante de la firma Escobar y Martínez —quien fabrica el balón para Golty—, Carlos Martá, acerca del balón dijo: 

"Se quería que el concepto fuera muy autóctono, muy arraigado en nuestro día a día, en nuestro sentir pero alque además fuera internacional porque el balón finalmente se convierte como en un embajador".
Carlos Martá, quien presentó a Macondo en rueda prensa. Caracol Radio. 3 de noviembre de 2011.

La principal característica de Macondo, es su laminado tipo CMI, el mismo que posee Tuchín. En cuanto a su decorado y características estéticas, el balón está rodeado por tres líneas que forman una "espiral", cada una de estas tres líneas está formada completamente por mariposas de color amarillo, las cuales tienen detalles en sus alas de color azul y rojo, estas mariposas simbolizan el realismo mágico presente en el libro Cien años de soledad y la "alegría que representa al pueblo colombiano".
Macondo tiene un peso de 422 gramos y 69 centímetros, la FIFA lo aprobó para los partidos eliminatorios de Colombia, debido a sus características que permiten el normal desarrollo de un partido. Entre sus características físicas están su buen rebote, no presenta desvíos en su trayectoria, su resistencia y su impermeabilidad.